# Kracovice
Kracovice (2. pád do Kracovic, 6. pád v Kracovicích, německy Kratzowitz) jsou vesnice, místní část městyse Starče. Leží v těsné blízkosti na východ od své mateřské obce, s níž jsou spojeny silnicí č. III/4103. Nadmořská výška se pohybuje mezi 465–490 m n. m. Ve vesnici žije 81 obyvatel.

## Geografická charakteristika
Katastrální území Kracovic sousedí na západě a jihu se Starčí a na severu a východě s třebíčskou Borovinou, Domky a Slavicemi. Sama vesnice leží v jihozápadní polovině katastrálního území v údolí jednoho z přítoků Stařečského potoka při dvou rybnících: Žabce a Vesníku a obklopena kopci, z nichž nejvýše vystupuje kóta Na kopci (521 m n. m.). Potůček, který rybníčky napájí, sbírá vody v severní části lesa Pekelného kopce z nadmořské výšky kolem 500 m n. m. Mimo dva uvedené rybníky jsou u Kracovic i rybníky Kacíř a Fučík. V trati Na čtvrtích na východ od Kracovic při cestě k Třebíči býval lom, jehož kámen měli Třebíčané brát pro stavbu farního kostela.

## Název
Na vesnici bylo přeneseno původní pojmenování jejích obyvatel Kráčovici odvozené od osobního jména Kráča nebo Krák (zvukomalebného původu) a znamenající "Kráčovi/Krákovi lidé". Zkrácení první samohlásky a změna č > c se udály vlivem německé varianty jména (od 18. století Kratzowitz).

## Historie
Z doby pravěku byla v Kracovicích nalezena část velkého kamenného mlatu, rozlomeného v provrtu.
Kracovice byly původně majetkem třebíčského benediktinského kláštera. Připomínají se k roku 1104. Od poloviny 15. století až do poloviny 16. století byly Kracovice ve světských rukách. Roku 1556 je Vratislav z Pernštejna postoupil městu Třebíči a od té doby byly Kracovice její poddanskou vesnicí. Za zrušení robot z poddaných vsí Kracovic, Ptáčova a Petrůvek obdrželo město Třebíč 30 000 zlatých konvenční mince ve vyvazovacích obligacích.
| Rok            | 1869 | 1880 | 1890 | 1900 | 1910 | 1921 | 1930 | 1950 | 1961 | 1970 | 1980 | 1991 | 2001 |
| -------------- | ---- | ---- | ---- | ---- | ---- | ---- | ---- | ---- | ---- | ---- | ---- | ---- | ---- |
| Počet obyvatel | 103  | 93   | 93   | 96   | 86   | 85   | 88   | 76   | 97   | 70   | 72   | 70   | 71   |

V letech 1869–1930 byly Kracovice vedeny jako obec, od roku 1950 již jako část Starče.

## Osobnosti
- Jan Jílek (1864–1944), politik
- František Linhart (1882–1959), teolog, profesor a děkan Husovy československé evangelické fakulty bohoslovecké a filozof
- Matěj Urban (1885–1942), pedagog a starosta Kyjova